# 计算机辅助制造

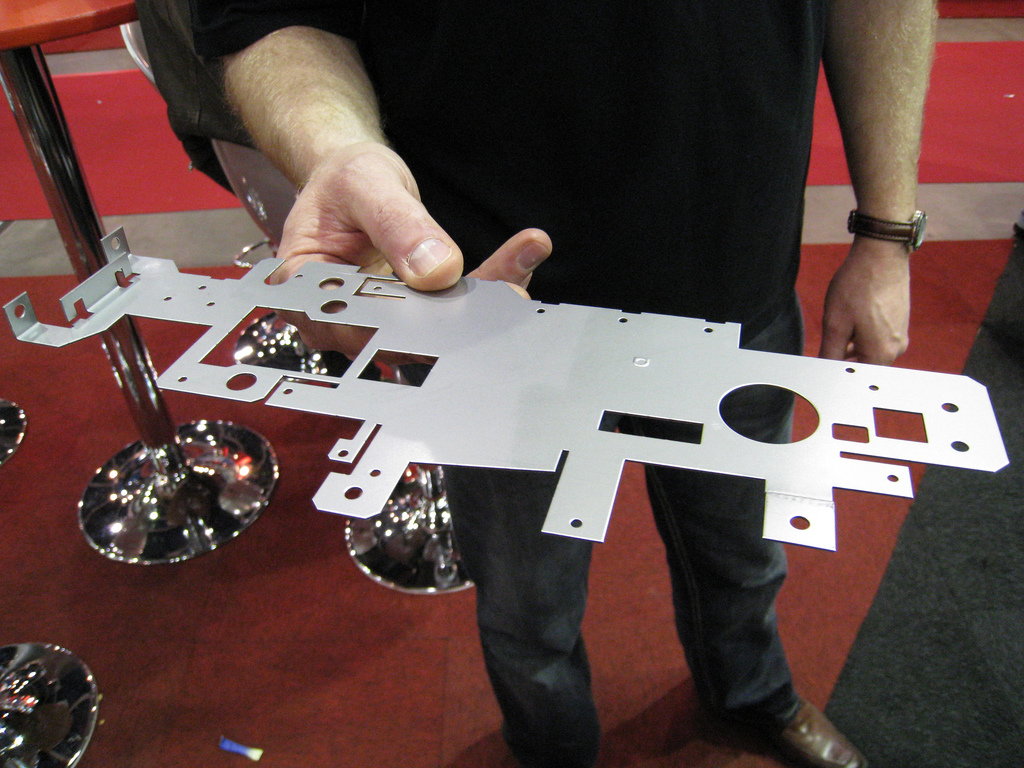
计算机辅助制造加工的產品，不管量產再多件都有極高精確度

计算机辅助制造（英文：Computer-aided manufacturing，缩写：CAM）是工程师大量使用产品生命周期管理计算机软件的产品元件制造过程。计算机辅助设计中生成的元件三维模型用于生成驱动数字控制机床的计算机数控代码。这包括工程师选择工具的类型、加工过程以及加工路径。

## 综述
有些计算机辅助制造与電腦輔助設計集成，譬如MASTERCAM等。每一个计算机辅助制造软件首先都要解决 CAD数据交换的问题，因为生成数据的 CAD 系统就像文字处理软件那些经常按照它自己的专有格式保存数据。通常需要電腦輔助設計操作员将数据输出成通用的数据格式，2D平面如DXF及DWG等；3D曲面則以IGES或者STL為主要選擇。一般而言，只要CAD在繪製時所使用的單位與计算机辅助制造軟體相同，通常都不需要再进行编辑，所以可以直接採用，较为简单。
计算机辅助制造软件的输出结果通常是結構較简单的"G代碼"程式(.NC)，當加工為2D平面加工時，G代碼程式內容會較簡單易懂(因其絕大部分均為兩軸定位)，然而，當加工為3D曲面，G代碼程式會變的較為龐大，而且也較難解讀。
當计算机辅助制造軟體轉出G代碼程式後，會使用直接数字控制（DNC）程序将它传送到加工機控制器上，目前亦有可將G代碼程式儲存於記憶卡中，在插入加工機控制器所配置的記憶卡插槽中讓控制器讀取。
尽管长期以来人们一直梦想计算机辅助制造软件能够独立运转，然而，無論再先進的计算机辅助制造軟體，在沒有技術成熟的人員使用下，均極為容易造成後續加工上的失誤 (斷刀、過切等)，因此它仍然需要知识与技能都很丰富的操作员來進行操作與設定，譬如：刀具的選擇、加工的深度、加工的方式等等。
在最佳的情況下，计算机辅助制造軟體操作人員最好與數控機床操作人員相同，這樣的配置，加工失誤的機率會降到最低。

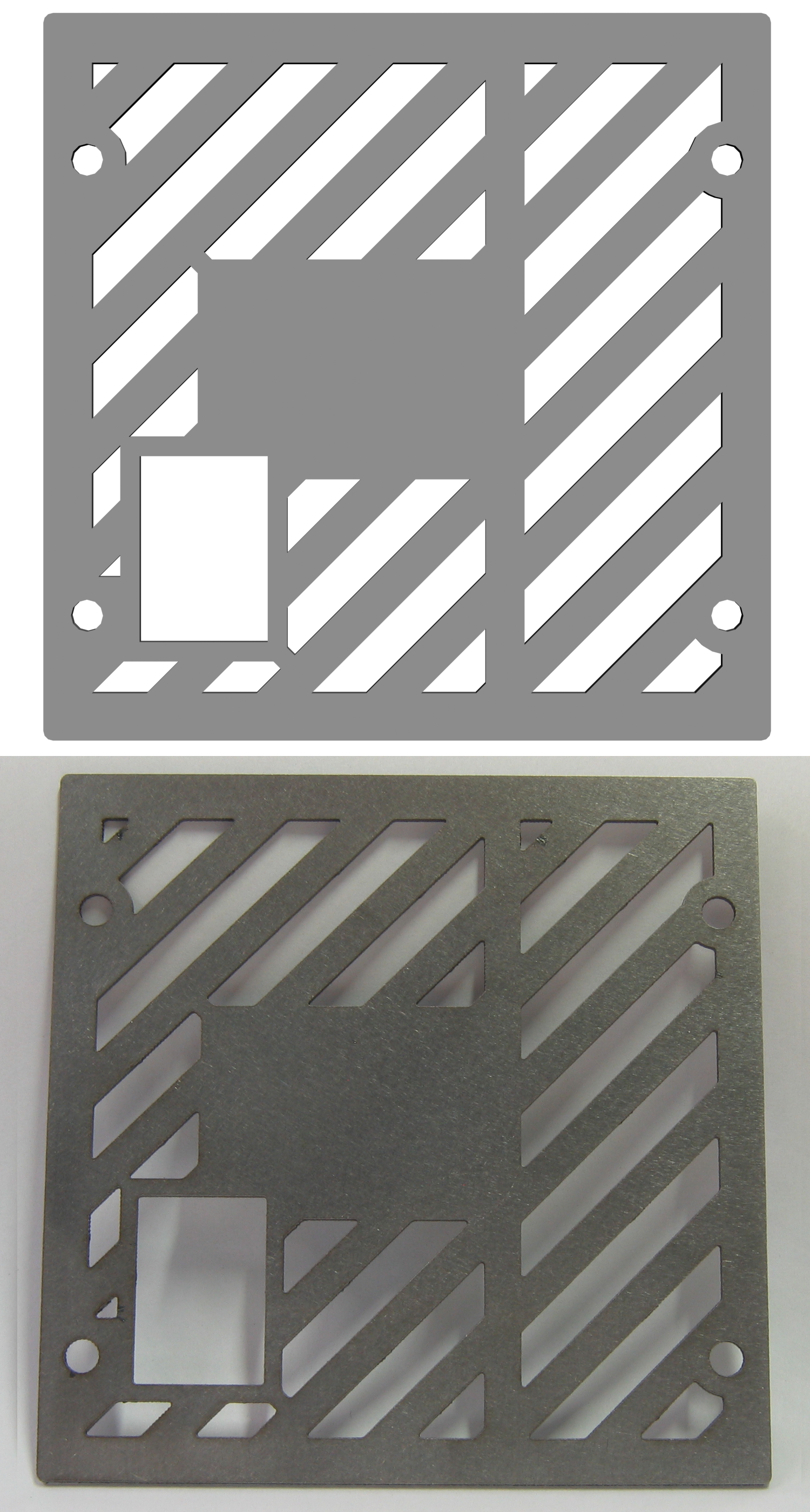
電腦控制的雷射切割產品虛擬模型與實體完全一樣

## 历史
商用计算机辅助制造的应用最初出现在汽车以及航空工业领域的大公司中，例如1971年雷诺用于车身设计与加工的 UNISURF。

## 加工过程
大多数加工过程都要经过三个步骤，根据材料以及所用软件的不同每一步都是或简单或复杂的策略来实现，这些策略有：
粗加工
这个过程从立方原料或者铸件开始，将它大致加工成最后的模型。因为按照水平方向加工，通常得到一种阶梯的形状。常用的策略有 zig-zag clearing、offset clearing、plunge roughing、rest-roughing。
半精加工
这个过程从经过粗加工的不平零件开始，按照一个固定的偏移对零件加工。
精加工
与半精加工类似，但是起始所用原料不同。

## 当今提供计算机辅助制造软件的公司
根据2005年收入排列，最大的计算机辅助制造软件公司是UGS Corp (已被Siemems併購) 与达索系统(Dassault Systèmes)，二者都占有逾10%的市场份额。PTC、itachi Zosen和Delcam分别占有逾5%的市场份额。Planit、Tebis、Missler、CNC (Mastercam)及WorkNC分别占有2.5%到5%的市场份额。剩余35%的市场份额被其它较小的供应商所分割 (SprutCAM, GibbsCAM & etc.)。

## 应用领域
- 机械工程
- 电子设计自动化计算机辅助制造工具准备要制造的印制电路板及集成电路设计数据。